# Mapa heksagonalna

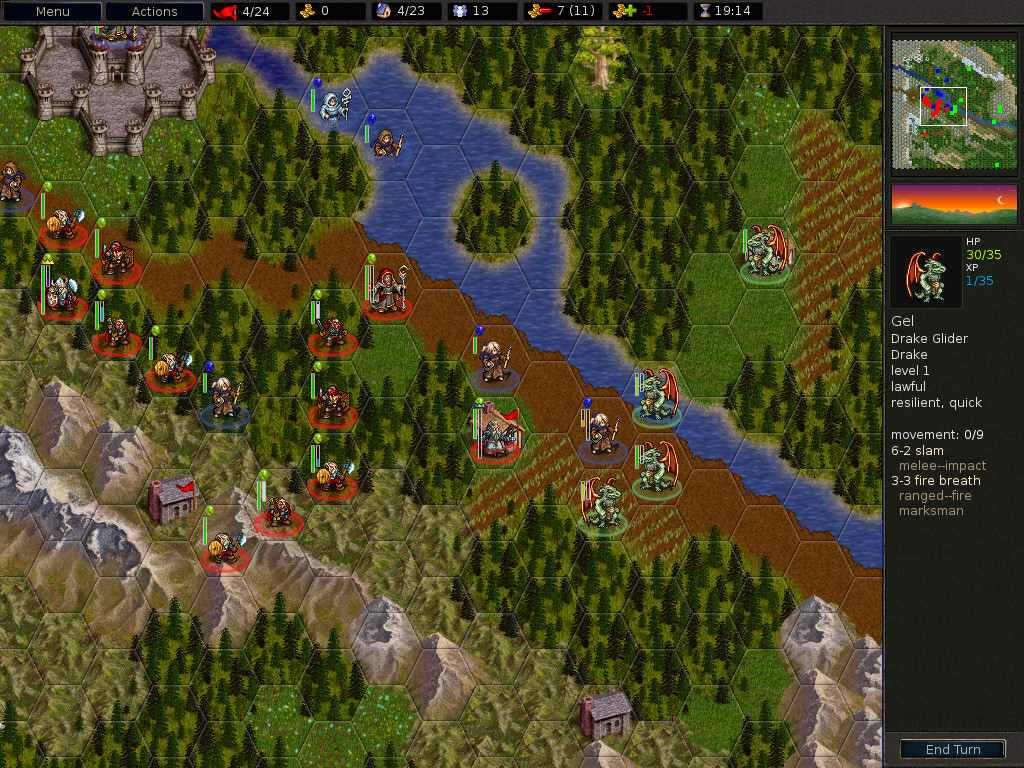
The Battle for Wesnoth, gra komputerowa wykorzystująca mapę heksagonalną

Mapa heksagonalna – typ mapy wykorzystywany w tzw. grach wojennych (grach symulacyjnych konflikty zbrojne) (np. Panzer General), grach planszowych (np. Osadnicy z Catanu), a także w jednej z odmian szachów – szachach heksagonalnych. Mapa tego rodzaju podzielona jest na sześciokąty jednakowej wielkości, zwane heksami. W planszowych grach wojennych heksy zazwyczaj są opisane identyfikatorami w celu łatwiejszego przygotowania elementów gry.